# Безан
Безан (фр. Bezannes) насеље је и општина у североисточној Француској у региону Шампањ-Арден, у департману Марна која припада префектури Ремс.
По подацима из 2011. године у општини је живело 1432 становника, а густина насељености је износила 178,78 становника/km². Општина се простире на површини од 8,01 km². Налази се на средњој надморској висини од 81 метар.

## Демографија
| 1962. | 1968. | 1975. | 1982. | 1990. | 1999. | 2006. | 2011. |
| ----- | ----- | ----- | ----- | ----- | ----- | ----- | ----- |
| 375   | 563   | 558   | 669   | 1.031 | 1.299 | 1.350 | 1.432 |

График промене броја становника у току последњих година